# Paul Harkins
Paul Donal Harkins (15 mai 1904 – 21 août 1984) a été sous-chef d'État-Major pendant la Seconde Guerre mondiale, sous les ordres de George S. Patton Jr. et devint plus tard un général de l'US Army et le premier Assistant du Commandement Militaire, Commandant au Vietnam du MAC (Military Assistance Command) de Saigon de 1962 à 1964.

## Biographie
Harkins est né à Boston, dans le Massachusetts, le 15 mai 1904. Il a été diplômé de l'école militaire de West Point (État de New-York).

### Seconde Guerre mondiale
Harkins a été Chef d'État-Major de la 3e armée sous les ordres du général Hobart R. Gay. Quand un officier lui demanda : « Comment nos G.I.'s peuvent être si gais au front, dans ces conditions épouvantables ? », Harkins répondit : « Eh bien, le vieil homme sait que leur moral ne faiblira pas tant qu'ils gagneront et avanceront. » Harkins, dans ses fonctions d'adjoint des opérations pour la Troisième Armée, était présent avec Patton à la célèbre réunion d'État-Major réunie par le général Eisenhower, pour parler de la riposte des Alliés face à l'Offensive des Ardennes.

### Le scandale de la tricherie à West point
Le 2 avril 1951, Harkins, Commandant des cadets et chef du département tactique de West Point, fut informé par un cadet de première classe qu'un camarade lui avait dit qu'un groupe de cadets était impliqué dans un cercle de tricherie. Harkins a demandé aux élèves-officiers de recueillir des informations sur la « tricherie », et une enquête officielle a été tenue, quatre-vingt-dix élèves-officiers ont été renvoyés de l'Académie, certains d'entre eux n'avaient pas participé à la tricherie, mais savaient et ne l'avaient pas signalé, ce qui était considéré comme une violation du code d'honneur des cadets (Un cadet ne mentira pas, ne trichera pas, ne volera pas, et ne tolérera pas ceux qui le font).
L'entraîneur en chef de l'armée, Earl Blaik, a estimé que Harkins était « un homme noir et blanc, sans nuance de gris » car il trouvait que Harkins n'était pas assez impartial. Le fils de Blaik faisait partie des cadets qui avaient connaissance de la tricherie mais qui n'avait rien fait.

### Le Vietnam

#### Controverse
Au début de son commandement au MACV, Harkins et son équipe avaient à maintes reprises exprimé leur optimisme quant au cours de la guerre. Toutefois, avec l'escalade de la violence, les journalistes ont commencé à sentir que ce qu’ils voyaient sur le terrain, ce que leur disaient confidentiellement les officiers, comme le colonel John Paul Vann ne correspondait pas aux informations transmises par le MACV.
La bataille d'Ấp Bắc a sérieusement affecté la crédibilité de l'armée américaine (et en particulier de Harkins) auprès des journalistes. Quand les véritables détails (différant de la version officielle de l'armée) de la bataille ont émergé, cela est devenu une affaire très grave et les rapports de presse la concernant gênaient beaucoup le président John F. Kennedy.
Le correspondant au Vietnam du New York Times, David Halberstam devint très énervé contre Paul Harkins parce qu'il avait refusé de lui serrer la main à la cérémonie du 4 juillet (Jour de l'indépendance américaine) se déroulant à l'ambassade américaine de Saigon. Lorsque les hôtes ont appelés à porter un toast à Harkins, il aurait déclaré « Paul D. Harkins mériterait d'être jugé en cour martiale et fusillé », à la différence de ses compatriotes, qui ont respecté le toast pour Harkins.
Les correspondants du magazine Time, Lee Griggs et Mecklin, ont parodié le général dans une chanson en un couplet disant que la guerre était bien en main :
We are winning, this I know, General Harkins tells me so.

In the mountains, things are rough,

In the Delta, mighty tough,

But the V.C. will soon go, General Harkins tells me so.
Traduction :
Nous gagnons, je le sais, le général Harkins me l'a dit.

Dans les montagnes, la vie est dure,

Dans le Delta, encore plus dur,

Mais les V.C (Viets-cong) vont bientôt partir, le Général Harkins me l'a dit.
Griggs aurait rappelé le général qui apparemment « ne souriait pas »..

### Mort
Paul D. Harkins est mort le 21 août 1984 à Dallas (Texas). Il est enterré au cimetière de West Point.